# Comté d'Okaloosa
Le comté d'Okaloosa (en anglais : Okaloosa County) est un comté situé sur l'Emerald Coast de l'État de Floride, aux États-Unis. Sa population s'élève à 211 668 habitants lors du recensement de 2020. Son siège est Crestview, tandis que sa ville la plus peuplée est Fort Walton Beach.
Le comté est fondé en 1915 et doit son nom à un mot amérindien signifiant « endroit agréable ».

## Comtés adjacents
- Comté de Covington, en Alabama (nord)
- Comté de Walton (est)
- Comté de Santa Rosa (ouest)
- Comté d'Escambia, en Alabama (nord-ouest)

## Principales villes
- Cinco Bayou
- Crestview
- Destin
- Fort Walton Beach
- Laurel Hill
- Mary Esther
- Niceville
- Shalimar
- Valparaiso

## Démographie
| Groupe                           | Comté d'Okaloosa | Floride | États-Unis |
| -------------------------------- | ---------------- | ------- | ---------- |
| Blancs                           | 81,1             | 75,0    | 72,4       |
| Afro-Américains                  | 9,3              | 16,0    | 12,6       |
| Métis                            | 3,9              | 2,5     | 2,9        |
| Asiatiques                       | 3,0              | 2,4     | 4,8        |
| Autres                           | 1,2              | 3,7     | 6,4        |
| Amérindiens                      | 0,6              | 0,4     | 0,9        |
| Total                            | 100              | 100     | 100        |
|                                  |                  |         |            |
| Hispaniques et Latino-Américains | 6,8              | 22,5    | 16,7       |

Selon l'American Community Survey, en 2010, 91,09 % de la population âgée de plus de 5 ans déclare parler l'anglais à la maison, 4,88 % déclare parler l'espagnol, 0,60 % le tagalog, 0,53 % l'allemand et 2,9 % une autre langue.
| 1920  | 1930  | 1940   | 1950   | 1960   | 1970   |
| ----- | ----- | ------ | ------ | ------ | ------ |
| 9 360 | 9 897 | 12 900 | 27 533 | 61 175 | 88 187 |

| 1980    | 1990    | 2000    | 2010    | 2020    | - |
| ------- | ------- | ------- | ------- | ------- | - |
| 109 920 | 143 776 | 170 498 | 180 822 | 211 668 | - |